# Frullanoides laciniatiflora
Frullanoides laciniatiflora là một loài Rêu trong họ Lejeuneaceae. Loài này được (Loitl.) Slageren mô tả khoa học đầu tiên năm 1985.